# Transport w Czechach
Transport w Czechach – system transportu działający na terenie Czechach.

## Transport drogowy
istniejące
     w budowie
     planowane

Mapa autostrad w Czechach
istniejące
w budowie
planowane

Republika Czeska posiada dobrze rozwiniętą sieć dróg, w tym szereg autostrad oraz dróg I, II i III kategorii. Całkowita długość sieci drogowej wynosi ponad 55 tys. km.
Przejazdy autostradami i drogami ekspresowymi są płatne poprzez zakup winiet naklejanych na szyby samochodów osobowych lub dla samochodów ciężarowych poprzez użytkowanie specjalnych urządzeń pokładowych.

## Transport kolejowy
Sieć kolejowa w Czechach liczy około 9,5 tys. km, w tym ok. 33% jest zelektryfikowanych. W sieci kolejowej funkcjonuje ponad 8,5 tys. przejazdów kolejowo-drogowych (57% oznaczonych jedynie znakiem krzyża, 8% rogatki, 25% sygnalizacja świetlna bez rogatek, 10% sygnalizacja świetlna z rogatkami) oraz 2,8 tys. stacji i przystanków, w tym 30 są to stacje graniczne.

## Transport lotniczy
Transport lotniczy na terenie Czech wykorzystuje 100 lotnisk, w tym 65 krajowych lotnisk publicznych, 7 międzynarodowych lotnisk publicznych, 13 krajowych lotnisk niepublicznych oraz 15 międzynarodowych lotnisk niepublicznych.
Do największych należą lotniska w: Pradze, Ostrawie, Brnie oraz Karlowych Warach.